# Claude Pinoteau
Claude Pinoteau (25 de mayo de 1925 - 5 de octubre de 2012) fue un director de cine y guionista francés. Nació en Boulogne-Billancourt, Hauts de Seine, Île-de-France, Francia. Murió en Neuilly-sur-Seine, a los 87 años.

## Filmografía
- 1971 : It Only Happens to Others
- 1973 : Le Silencieux con Lino Ventura, Leo Genn y Suzanne Flon
- 1974 : La Gifle con Lino Ventura, Annie Girardot y Isabelle Adjani
- 1976 : Le Grand Escogriffe con Yves Montand, Agostina Belli y Claude Brasseur
- 1979 : L'Homme en colère con Lino Ventura, Angie Dickinson y Donald Pleasence
- 1980 : La Boum con Claude Brasseur, Brigitte Fossey y Sophie Marceau
- 1982 : La Boum 2 con Claude Brasseur, Brigitte Fossey y Sophie Marceau
- 1984 : La Septième Cible con Lino Ventura, Lea Massari y Jean Poiry
- 1988 : L'Étudiante con Sophie Marceau, Vincent Lindon y Élisabyh Vitali
- 1991 : La Neige y le feu con Vincent Perez, Géraldine Pailhas y Matthieu Rozé
- 1994 : Cache cash con Michel Duchaussoy, Georges Wilson y Jean-Pierre Darroussin
- 1997 : Les Palmes de M. Schutz con Isabelle Huppert, Philippe Noiry y Charles Berling
- 2005 : Un abbé nommé Pierre, une vie pour les autres (documental)